# Крыми, Ардит
Ардит Крыми (алб. Ardit Krymi; род. 2 мая 1996, Шкодер) — албанский футболист, опорный полузащитник клуба «Влазния».

## Карьера

### «Влазния»
Воспитанник албанского футбольного клуба «Влазния». В ноябре 2014 года был переведен в первую команду, за которую дебютировал 5 ноября в Кубке Албании против «Кастриоти». В албанской Суперлиге дебютировал 22 ноября 2014 года в матче против клуба «Фламуртари». Сразу же стал ключевым игроком основной команды. В своём дебютном сезоне провёл за клуб 26 встреч во всех турнирах. Свой дебютный гол за клуб забил 13 сентября 2015 года в матче против клуба «Партизани». 
В сезоне 2017/2018 вылетел в Первый дивизион. Спустя 2 года вернулся назад в Суперлигу, став серебряным призёром Первого дивизиона сезона 2018/19. В сезоне 2019/20 футболист отличился самой результативной игрой за клуб, отметившись 3 голами и 2 результативными передачами. В плане клуба самый удачный сезон выдался в следующем году, где клуб стал обладателем Кубка Албании, а также стал серебряным призёром Суперлиги. Участвовал с клубом в квалификационных матчах Лиги конференций УЕФА, где сначала одолели боснийский клуб «Широки-Бриег», а потом проиграли кипрскому клубу АЕЛ. Затем в августе 2021 года проиграл в финале Суперкубка «Теуте». Также снова стал обладателем Кубка Албании.

### «Шахтёр» Солигорск
В начале июня 2022 года проходил просмотр в солигорском «Шахтёре». Вскоре албанский футболист, на правах свободного агента, подписал контракт с клубом. Дебютировал за клуб 6 июля 2022 года в первом квалификационном матче Лиги чемпионов УЕФА против словенского клуба «Марибор». В ответном матче 13 июля 2022 года квалификационного раунда Лиги чемпионов УЕФА проиграл словенскому «Марибору» и вылетел с еврокубкового турнира. Дебютировал в Высшей лиге 18 июля 2022 года в матче против бобруйской «Белшины». По итогу сезона стал чемпионом Высшей лиги.
Новый сезон начал с победы за Суперкубок Белоруссии 25 февраля 2023 года, где солигорский клуб одержал победу над «Гомелем». Вместе с клубом вылетел из розыгрыша Кубка Белоруссии, проиграв в ответном четвертьфинальном матче 11 марта 2023 года жодинскому «Торпедо-БелАЗ». Первый матч в чемпионате сыграл 18 марта 2023 года против новополоцкого «Нафтана», выйдя на поле в стартовом составе. На протяжении первой половины сезона футболист был одним из основных игроков солигорского клуба, чередуя матчи в стартовом составе и со скамейки запасных, однако результативными действиями не отличился. В июле 2023 года футболист покинул белорусский клуб, расторгнув контракт по соглашению сторон.

### «Влазния»
В июле 2023 года футболист вернулся в албанский клуб «Влазния», с которым заключил двухлетнее соглашение. Первый матч за клуб в сезоне сыграл 14 сентября 2023 года в матче «Партизани», выйдя на поле в стартовом составе. Первым результативным действием за клуб футболист отличился 22 декабря 2023 года в матче против клуба «Скендербеу», отдав голевую передачу.

## Международная карьера
В 2015 году был вызван в молодёжную сборную Албании для участия в квалификационных матчах на молодёжный чемпионат Европы. Однако дебют игрока состоялся 16 июня 2015 года в товарищеском матче против Швеции. Позже принимал участие в квалификационных матчах на молодёжный чемпионат Европы в 2017 году, уже в качестве основного игрока. 

## Достижения
«Влазния»
- Обладатель Кубка Албании (2): 2020/21, 2021/22

«Шахтёр» Солигорск
- Чемпион Белоруссии: 2022[a]
- Обладатель Суперкубка Белоруссии: 2023